# Anna Pegova
Anna Pegova foi uma cosmetóloga e empresária russo-francesa. Nascida em 1896, deixou seu país durante a Revolução Russa e emigrou para França em 1920. Amiga de Helena Rubinstein, ela se tornou uma grande cosmetóloga a partir dos anos 30. Descobriu, entre as matérias básicas, as mais nobres, ativos inovadores e criou os cuidados cosméticos e depois técnicas estéticas. Adquiriu então um renome mundial ao criar o peeling vegetal, que formulou depois de muitas adaptações.
A Segunda Guerra Mundial adiou a abertura de seu instituto de beleza em Paris, que finalmente foi inaugurado em 1947, na Avenida Matignon, com grande sucesso. As personalidades da arte e da política o freqüentavam regularmente, e Edith Piaf foi uma cliente assídua. Depois, Madame Pegova decidiu explorar o mundo e viajou a Inglaterra, Canadá, Argentina, Austrália e  Brasil, entre outros lugares, para prospectar terreno para sua marca. Decidida a retornar às raízes, a marca Anna Pegova abriu um novo instituto em 1991 em Paris, na esquina da Rua Royale e do Faubourg Saint-Honoré. 
Após sua morte, seu filho tomou a frente do instituto e desenvolveu a marca no Brasil. Alguns anos depois, um grupo familiar independente, que havia comprado a marca ao filho de Anna Pegova, não tendo equipe local para se encarregar do desenvolvimento, decidiu parar as operações na França e se concentrar no Brasil, onde abriu lojas e grandes institutos de beleza, desde 1975. 